# Структура собственности футбольного клуба «Рейнджерс»
Рейнджерс — шотландский футбольный клуб из Глазго. Был создан в 1872 г. и в 1899 г. преобразован в акционерное общество с ограниченной ответственностью The Rangers Football Club Ltd. В 2000 г. сэр Дэвид Мюррей решил вывести клуб на фондовый рынок, затем сделав из компании открытую публичную компанию с ограниченной ответственностью. В 2012 г. The Rangers Football Club Plc вошла в процедуру ликвидации, её активы (включая стадион Айброкс, Мюррей Парк и интеллектуальную собственность) были куплены Sevco Scotland Ltd, позже переименованной в The Rangers Football Club Ltd. Позже в качестве холдинговой компании новыми владельцами была создана The Rangers International Football Club Plc.

## История

### Основание, эпоха миноритариев, Lawrence Group (1872—1988)
Футбольный клуб был сформирован в 1872 году, и до 27 мая 1899 года управлялся четырьмя учредителями. Далее была создана компания с ограниченной ответственностью The Rangers Football Club Ltd, что дало клубу юридическое лицо, директоров и обязательства в соответствии с Актом о компаниях.
С 1899 г. ни один из акционеров не имел большого пакета акций, позволявшего полноценно управлять клубом. С 1963 года Джон Лоренс начал увеличивать свою долю в компании через «John Lawrence (Glasgow) Ltd», в итоге став её крупнейшим акционером с пакетом в 15 % акций, и до 1973 года проработал председателем совета директоров. После смерти Лоренса в 1977 году его доля в Lawrence Group вместе с бизнесом были переданы его внуку Лоуренсу Мальборо. В последующие годы доля Lawrence Group среди акционеров клуба росла.
В 1985 году Lawrence Group увеличила свою долю в Рейнджерс до 52 % через сделку с вице-президентом клуба Джеком Гиллеспи. В ноябре 1988 года глава Lawrence Group Лоуренс Мальборо продал компанию за £6 млн.

### Murray International Holdings (1988—2011)
С 1988 по 2011 гг. шотландский стальной магнат Дэвид Мюррей владел клубом через Murray International Holdings.
С конца 1990-х годов ради большего успеха в местном чемпионате и европейских соревнованиях был увеличен бюджет на покупку игроков. В Рейнджерс пришли высококлассные игроки вроде Пола Гаскойна и Бриана Лаудрупа, с назначением на пост тренера Дика Адвоката бюджет был снова увеличен для покупки таких игроков, как Туре Андре Флу и Рональд де Бур.
Всё это время Murray использовал схему плана наделения акциями работников (англ. Employee Benefit Trust) для выплат игрокам и работавшим в клубе, включая себя самого. EBT считалась схемой уклонения от налогов, позволявшей сотрудникам и игрокам Рейнджерс минимизировать эти издержки. Дэвид Мюррей отрицал какое-либо мошенничество во время использования этой схемы. В итоге государственное управление Великобритании по налоговым и таможенным сборам (англ. HM Revenue and Customs) предъявило команде задолженность из-за использования EBT на 49 млн фунтов стерлингов, в эту сумму также вошли проценты и штрафы. Это решение было оспорено и рассмотрено тремя судьями в налоговой палате трибунала первой инстанции; вердикт был объявлен 20 ноября 2012 г., Рейнджерс выиграли апелляцию. Высший трибунал в 2014 году защитил прежнее решение, и HMRC обратилась в Сессионный суд. В ноябре 2015 года апелляция ведомства, по которому выплаты сотрудникам Рейнджерс через EBT являлись не объявленной налогооблагаемой прибылью, была поддержана всеми тремя судьями. В июле 2017 года решение сессионного суда было поддержано верховным судом Великобритании.
Футбольный клуб Рейнджерс стал обществом с ограниченной ответственностью (англ. limited company) 27 мая 1899 года, когда был преобразован в The Rangers Football Club Ltd. В 2000 году Дэвид Мюррей решил вывести компанию на фондовый рынок и преобразовал её открытую публичную компанию с ограниченной ответственностью. Её название было изменено на The Rangers Football Club Plc.

### Wavetower Limited и The Rangers FC Group (2011—2012)
После длительных переговоров, 6 мая 2011 года клуб был приобретён шотландским бизнесменом Крейгом Уитом за 1 ф.с. через подконтрольную компанию Wavetower Limited (позже переименована в The Rangers FC Group Limited), также были оговорены уплата новым владельцем долга в 18 млн ф.с. Lloyds Banking Group и новые инвестиции в команду. В дальнейшем фигура Уита вызвала пристальный интерес СМИ и споры из-за документального фильма BBC Scotland, согласно которому новому владельцу Рейнджерс ранее было запрещено занимать должность директора в какой-либо британской компании, и невыплаты вышеуказанного долга Lloyds (вместо чего для уплаты долга была заключена сделка на 27 млн ф.с. с продавцом билетов Ticketus под залог будущего футбольного сезона). 13 февраля 2012 г. Уит подал юридические документы в сессионный суд, сообщив о планах ввести администраторов.
14 февраля 2012 г. в The Rangers Football Club Plc была введена администрация из-за неуплаты HM Revenue and Customs 9 млн ф.с. по отчислениям по мере поступления доходов и налогу на добавленную стоимость. Ввод администрации привёл к лишению команды 10 очков со стороны шотландской премьер-лиги, что означало фактически досрочное окончание сезона в чемпионате (по итогу которого победитель Селтик имел 93 очка, Рейнджерс заняли второе место с 73, у следовавшего далее Мотеруэлла было 62). Согласно подсчётам администрации, к апрелю 2012 года задолженность клуба составляла 134 млн ф. с.
25 июня 2012 г. Королевская Служба обратилась в полицию Стратклайда для расследования покупки Рейнджерс Уитом и последовавшее за этим его финансовое управление командой.

### Ликвидация и нынешний владелец
Sevco Scotland Ltd была создана 29 мая 2012 года с целью приобретения предпринимателем Чарльзом Грином активов футбольного клуба Рейнджерс. Также он использовал компанию Sevco 5088 Limited, которая в мае 2012 года одолжила деньги The Rangers Football Club Ltd.
Состоявшийся 14 июня 2012 года официальный отказ HMRC от предложенного CVA ознаменовал начало процедуры ликвидации. Для расследования финансовых злоупотреблений была нанята бухгалтерская фирм аBDO were appointed to investigate financial mismanagement at the club. OВ этот же день Sevco Scotland Ltd приобрела различные активы, включая стадион Айброкс, Мюррей Парк, интеллектуальную собственность, гудвилл и различные контракты, общая стоимость проданных активов The Rangers Football Club Plc составила 5,5 млн фунтов стерлингов..
Заявление о переносе членства в премьер-лиге Шотландии от старой компании к новой было отклонено со счётом 10-1. После этого была одобрена заявка об участии в футбольной лиге Шотландии, по которой Рейнджерс ассоциированное членство и место в 4-й лиге шотландского футбола (третьем дивизионе) на сезон 2012-13. Также было достигнуто соглашение о передаче членства в шотландской футбольной ассоциации, при этом новая компания приняла ряд условий, касавшихся старой компании. Клуб также ожидал окончания расследования касательно предполагаемого нарушения правил с использованием двойных контрактов в период с 2001 по 2010 год.
Следствием ликвидационного процесса стала возможность по-разному оценивать нынешнюю команду как продолжение возникшей в 1872 году: ряд СМИ говорили о «новом футбольном клубе»,, в то время как представители Рейнджерс ипремьер-лиги Шотландии заявляли о действующем клубе, но новой компании
16 ноября 2012 года была создана компания Rangers International Football Club plc, зарегистрированная на Alternative Investment Market of the London Stock Exchange и ставшая холдинговой компанией для The Rangers Football Club Ltd., являющейся владельцем футбольной команды.

### Состав акционеров (2012 - н.в.)
В конце августа 2019 года стало известно о наличии у исполнительного директора частной инвестиционной компании Abraaj Capital Арифа Накви 18% акций The Rangers F.C. Ltd, которыми он управлял через Blue Pitch Holdings после согласия в июне инвестировать 2 млн. фунтов стерлингов. Другими инвесторами были Имран Ахмад и Ричард Хьюз из Zeus Capital, каждый из которых имел по 9.8%  (Хьюз имел 6,8% акций в Rangers). Тренер команды Алли Маккойст контролировал 4,5% совместно с шотландским бизнесменом Йеном Хартом, входившим в Blue Knights group, имевшей 1,3%. The Blue Knights были одной из нескольких фирм или отдельных лиц, проявивших интерес к покупке команды. Среди других акционеров были Алессандро Челано и Крис Морган.
После создания нового холдинга и листинга компании для футбольного клуба Rangers International F.C. plc (RIFC), сообщение AIM от 5 декабря указывало: 14,9% акций принадлежало Чарльзу Грину, 8,9% - владельцу английского футбольного клуба Ньюкасл Юнайтед Майку Эшли. Доли Грина и Эшли должны были сократиться до 8,57% и 5,2% от уставного капитала RIFC после её выхода на биржу и формирования всего акционерного капитала клуба. До и после выхода на биржу существовали и другие акционеры, включая Blue Pitch Holding, Margarita Funds Holding Trust, Craig Mather, Norne Anstalt, Legal & General Investment Management Limited, Insight Investment Management (Global) Limited, Cazenove Capital Management Limited, Hargreave Hale Limited иArtemis Investment Management LLP.

## История состава акционеров
К концу августа 2012 года сообщалось, что Ариф Накви, исполнительный директор частной инвестиционной компании Abraaj Capital, владел чуть менее 18 % акций The Rangers F.C. Ltd через Blue Pitch Holdings, после того как в июне 2012 года согласился инвестировать 2 млн фунтов стерлингов. Среди других инвесторов были Имран Ахмад и Ричард Хьюз из Zeus Capital, владеющие по 9,8 % каждый (у Хьюза было 6,8 % акций в Rangers). Rangers manager Ally McCoist was reported to own a share of about 4,5 % with Scottish-based businessman Ian Hart, who was part of the Blue Knights group, also owning a shareholding of 1,3 %. Blue Knights были одной из нескольких групп или лиц, которые выразили заинтересованность в приобретении клуба. Другими акционерами клуба были Алессандро Селано и Крис Морган.
После формирования нового холдинга и листинговой компании для клуба Rangers International F.C. plc (RIFC), в объявлении AIM от 5 декабря 2012 г. было сказано, что Чарльз Грин владеет 14,9% акций клуба, а владелец Ньюкасл Юнайтед Майк Эшли - 8,9%. Предполагалось, что доли Грина и Эшли сократятся до 8,67% и 5,20% акционерного капитала RIFC после размещения компании на фондовом рынке и приобретения всего акционерного капитала клуба. Также были раскрыты другие акционеры, как до, так и после размещения, включая Blue Pitch Holding, Margarita Funds Holding Trust, Craig Mather, Norne Anstalt, Legal & General Investment Management Limited, Insight Investment Management (Global) Limited, Cazenove Capital Management Limited, Hargreave Hale Limited и Artemis Investment Management LLP.
После ухода с поста генерального директора Чарльз Грин продал свою долю акций совладельцу McGill's Bus Services Сэнди Исдейлу, увеличившему свою долю до 4,52 % в ноябре 2013 г., а затем до 5,21 % в сентябре 2014 г. Исдейл также владел правом голоса в 20,94 % компании, что давало ему контроль над 26,15 % выпущенного акционерного капитала. В октябре 2014 г. Майк Эшли увеличил свою долю акций до 8,92 %.
В ноябре 2013 г. базирующийся на острове Мэн хедж-фонд Laxey Partners стал крупнейшим акционером RIFC, а позднее увеличил свою долю до 16,3 %. В сентябре 2014 г. эмиссия акций привлекла 3,13 млн. ф. с.. В декабре 2014 г. Laxey продала свою долю группе бизнесменов, состоящей из Дугласа Парка и действующих акционеров Джорджа Летама и Джорджа Тейлора. В январе 2015 года бывший директор Rangers Дэйв Кинг купил 14,57 % акций RIFC у Artemis and Milton.
23 июня 2017 года Майк Эшли продал весь свой пакет акций «Рейнджерс» Club 1872 и Джулиану Уолхардту.
По состоянию на июнь 2023 года выпущенный акционерный капитал RIFC составляет 447 248 285 обыкновенных акций номиналом 1 пенс каждая в капитале компании («Обыкновенные акции»)..

### Основные владельцы
По состоянию на июнь 2023 г.:
| Акционер                           | Число обычных акций | % акционерного капитала |
| ---------------------------------- | ------------------- | ----------------------- |
| New Oasis Asset Limited            | 63,172,893          | 14.12 %                 |
| Дуглас Паркk                       | 52,550,000          | 11.74 %                 |
| Джордж Александр Тейлор            | 44,074,998          | 9.85 %                  |
| Стюарт Гибсон                      | 44,000,000          | 9.84 %                  |
| Borita Investments Limited         | 27,611,955          | 6.17 %                  |
| Джон Беннетт                       | 24,647,059          | 5.51 %                  |
| Perron Investments LLC             | 24,250,000          | 5.42 %                  |
| Джордж Летам                       | 22,274,516          | 4.98 %                  |
| Club 1872                          | 22,202,838          | 4.96 %                  |
| Tifosy Investment Nominees Limited | 17,610,000          | 3.94 %                  |